# Las Médulas
Las Médulas, ligger i nærheden af byen Ponferrada i Leónprovinsen i Spanien, og var Romerrigets vigtigste guldmine. Landskabet Las Médulas er på UNESCOs Verdensarvsliste.
Det imponerende landskab ved Las Médulas er et resultat af den metode som anvendtes, Ruina Montium ("riv bjerget ned"), en romersk udvindingsteknik som beskrives af Plinius den Ældre. Brydningen foregår på den måde at man brød gange ned gennem bjerget og bagefter hældte store mængder vand ned over, som skyllede materiale ud af bjerget; en forgænger til den californiske hydrauliske udvindingsmetode. For at lede det nødvendige vand fra Sierra de La Cabrera til Las Médulas byggedes kanaler, der var mere end hundrede kilometer lange, hvoraf nogle strækninger stadig er bevaret.
Plinius skriver også at der blev brudt 20.000 romerske pund guld hvert år. 60.000 frie arbejdere var beskæftiget ved udvindingen som over et tidsrum på 250 år resulterede i 1.635.000 kg guld.
- Wikimedia Commons har flere filer relateret til Las Médulas

42°27′31″N 6°45′32″V / 42.458699°N 6.759002°V